# نوک‌مومی دمگاه‌سیاه
نوک‌مومی دمگاه‌سیاه (نام علمی: Estrilda troglodytes) نام یک گونه از سرده نوک‌مومی است.